# Erardo Cristoforo Rautenberg
Erardo Cristoforo Rautenberg (ur. 10 marca 1953 w Comodoro Rivadavia, zm. 17 lipca 2018 w Brandenburgu) – niemiecki prawnik, prokurator generalny Kraju Związkowego Brandenburgii.

## Życiorys
Urodził się i wychował w rodzinie niemieckich osadników w Argentynie jako syn Wilfrieda Karla Christophera Rautenberga. W latach 1972–1982 studiował na Uniwersytecie w Getyndze, uzyskując stopień naukowy doktora.
W latach 1996–2018 piastował urząd prokuratora generalnego Kraju Związkowego Brandenburgii. W 2005 za wybitne zasługi w rozwijaniu polsko-niemieckiej współpracy w dziedzinie wymiaru sprawiedliwości został odznaczony Krzyżem Oficerskim Orderu Zasługi Rzeczypospolitej Polskiej.
Był członkiem SPD.